# Anisozyga mimicaria
Anisozyga mimicaria là một loài bướm đêm trong họ Geometridae.